# Phragmatopoma
Genre
Phragmatopoma est un genre de vers marins polychètes de la famille des Sabellariidae.

## Liste des espèces
Selon World Register of Marine Species (21 août 2024) :
- Phragmatopoma attenuata Hartman, 1944
- Phragmatopoma balbinae Chávez-López, 2020
- Phragmatopoma californica (Fewkes, 1889)
- Phragmatopoma carlosi Chávez-López, 2020
- Phragmatopoma caudata Krøyer in Mörch, 1863
- Phragmatopoma digitata Rioja, 1962
- Phragmatopoma moerchi Kinberg, 1866
- Phragmatopoma peruensis Hartman, 1944
- Phragmatopoma villalobosi Chávez-López, 2020
- Phragmatopoma virgini Kinberg, 1866

## Taxonomie
Le nom valide complet (avec auteur) de ce taxon est Phragmatopoma Mørch, 1863,.

### Publication originale
- (da + la) Otto A. L. Mørch, « Revisio critica Serpulidarum. Et Bidrag til Rørormenes Naturhistorie », Naturhistorisk Tidsskrift, Copenhague, 3e série, vol. 1,‎ 1863, p. 347-470 (ISSN 0903-790X, lire en ligne, consulté le 21 août 2024).